# En la gruta del rey de la montaña
«En la gruta del rey de la montaña» (del noruego: I Dovregubbens hall, lit. en el palacio del viejo de [la montaña de] Dovre) es un fragmento de música incidental parte de Peer Gynt, opus 23, compuesto por Edvard Grieg para la obra homónima de Henrik Ibsen, que se estrenó en Oslo el 24 de febrero de 1876. Esta pieza fue finalmente incluida como final de la Peer Gynt suite n.º 1, op. 46.
La historia de fantasía escrita en verso, Peer Gynt, cuenta las aventuras del epónimo Peer. En la escena ilustrada por la música de En la gruta del rey de la montaña, Peer intenta salir a escondidas del castillo del rey de la montaña. El fragmento describe el intento de Peer Gynt de escapar del Rey y sus troles después de haber insultado a su hija.

## Música
Está compuesto en si menor y la partitura es la siguiente:
El sencillo tema empieza lenta y calladamente en los registros más graves de la orquesta. Es interpretado primero por los fagotes, simulando los pasos lentos y cuidadosos de Peer Gynt. Después de ser ejecutado, el mismo tema es repetido, pero transpuesto una quinta justa más aguda (a fa ♯ mayor agudo, la clave dominante) y tocado por instrumentos diferentes que representan a los troles del Rey. 
Entonces los dos grupos de instrumentos suben y bajan a diferentes octavas hasta que coinciden finalmente uno con el otro en la misma tonalidad y los troles, tras divisar a Peer, lo persiguen. El tempo se acelera gradualmente hasta alcanzar un final prestissimo, y la música se hace cada vez más fuerte y melódica. Entonces el rey de la montaña entra estrepitosamente en la escena musical y choca con Peer, que corre rápidamente en dirección contraria; estas acciones son representadas por largas series de escalas diatónicas, interrumpidas por breves momentos de calma cuando el rey de la montaña busca a Peer , que está escondido.
El escondite de Peer es finalmente destruido y la música alcanza su punto más fuerte y rápido cuando escapa de la cueva. Una serie de golpes de platillos y acalorados redobles de timbales estallan y acallan al resto de los instrumentos, cuando la montaña se desploma y presumiblemente mata a los troles que habían estado persiguiendo a Peer. El fragmento concluye apropiadamente -en ambos términos, musical y teatral- con un regreso a la tónica, y termina en un acorde final de si menor, simbolizando la fuga exitosa de Peer.

## Letra de la canción enPeer Gynt
| (Los cortesanos troll): Slagt ham! Kristenmands søn har dåret Dovregubbens veneste mø! Slagt ham! (Un diablillo troll): Må jeg skjære ham i fingeren? (Otro diablillo troll): Må jeg rive ham i håret? (Una doncella troll): Hu, hej, lad mig bide ham i låret! (Una bruja troll con un cucharón): Skal han lages til sod og sø? (Otra bruja troll, con un cuchillo de carnicero): Skal han steges på spid eller brunes i gryde? (El Rey de la Montaña): Isvand i blodet! | ¡Matadlo! ¡El hijo de cristiano ha seducido a la hija más hermosa del Rey de la Montaña! ¡Matadlo! ¿He de cortarle los dedos? ¿He de arrancarle el cabello? ¡Hu, hey, dejadme morderle los muslos! ¿Deberá ser hervido en caldo y traído a mí? ¿Deberá ser asado en un asador o dorado en una cacerola? ¡Hielo en vuestra sangre, amigos! |

## Otras versiones
- La Electric Light Orchestra grabó una versión de rock de En la gruta del Rey de la Montaña (In the Hall of the Mountain King) en su disco On the Third Day.
- Fue grabada por el dúo británico Erasure, incluida como lado b del sencillo It Doesn't Have to Be del álbum The Circus en 1987
- La banda inglesa de música electrónica Coldcut sampleo la canción en su sencillo "Stop This Crazy Thing" incluido en su álbum What's The Noise? en 1989
- Es la quinta obra perfeccionada por Louis Clark incluida en el álbum The Classics in Rhythm
- En 1995, Ritchie Blackmore la recreó en el último trabajo de Rainbow (Stranger in us all).
- Rick Wakeman incluyó varios compases de esta obra al final de su álbum Journey to the Centre of the Earth.
- La banda finlandesa Apocalyptica la versionó en su álbum de 2001 Cult.
- En la canción "(Reach) the Sun" del grupo de deathcore alemán Maroon se escucha un fragmento.
- La banda sueca de viking metal Vintersorg toca una versión en la canción "För Kung och Fosterland" del álbum Till Fjälls.
- La banda española Ska-P pone un fragmento en la canción "Simpático holgazán" del álbum Eurosis.
- La banda suiza Eluveitie de Folk Metal interpretó una versión de la canción para una programa de televisión del mismo país llamado "Rock the Classic"
- La banda holandesa Epica hizo una versión de esta canción en su álbum The Classical Conspiracy.
- Anselmo Sacasas hizo una versión en mambo llamada "El Salón del Rey del Mambo".
- La banda inglesa de rock The Who hace una versión en la reedición de 1995 de su disco The Who Sell Out.
- La banda alemana Helloween la interpreta en mitad de la canción Gorgar del álbum Walls Of Jericho (1985). Kai Hansen (exguitarrista de la banda) también la tocaba como introducción a Future World (del álbum Keeper Of The Seven Keys Parte 1 (1987)) durante los directos.
- El grupo alemán Noisuf-X tiene una versión en el álbum Invasion (2014).
- Wolf Hoffmann en su álbum Classical de 1997, hizo su versión del tema.
- Versión para dúo de guitarras en el álbum Waves (1978), de Ralf Illenberger y Martin Kolbe, con la participación de Eberhard Weber en bajo.
- La banda neo-prog Marillion interpreta una parte en la canción ¨Margaret¨ del disco B´sides Themselves de 1988.
- La banda californiana The Offspring incluye una versión en su disco de 2021 Let the Bad Times Roll.

## En la cultura popular
- Aparece al final del corto animado Hell's Bells de las Silly Symphonies en 1929.
- Fue utilizada en 1931 para la película M, el vampiro de Düsseldorf, de Fritz Lang. donde el personaje interpretado por Peter Lorre silbaba la canción cada vez que iba a cometer un crimen.
- En 1953 fue utilizada en la película argentina El vampiro negro, remake de M, el vampiro de Düsseldorf, donde el personaje interpretado por Nathán Pinzón silbaba la canción antes de cometer el crimen.
- Es retomado en el videojuego Doriath (1982) y Manic Miner (1983).
- Aparece en los teasers de las películas Needful Things, Corpse Bride, El Grinch, Funny Games, Guerra de novias, Ratas a la carrera y Night at the Museum: Battle of the Smithsonian.
- Fue utilizada en el anuncio publicitario del videojuego Golden Sun.
- Una modificación se utiliza en el tema central de la serie animada El Inspector Gadget.
- Una modificación se utilizaba como música de fondo durante los episodios de La granja de Orson, de la serie televisiva Garfield y sus amigos.
- Es utilizada en las introducciones de The Dudesons.
- Fue utilizada al comienzo de la película noruega Zombis Nazis (Død snø) (2010).
- Fue utilizada en la escena extra al final de la película Johnny English Reborn (2011), cuando English prepara la cena para Kate.
- Aparece en la película The Social Network, en la escena de la competición de piragua en el campus de la universidad de Harvard. (Versionada por Atticus Ross y Trent Reznor) (Nine Inch Nails).
- Es usada en la película ScoopScoop, en los créditos finales.
- Es usada como leit motiv del personaje Gargamel en Los Pitufos.
- Fue mezclada junto con los temas "El vuelo del Moscardón" de Nikolái Rimski-Kórsakov y el tema principal de los juegos de Sonic the Hedgehog para la introducción de la serie Adventures of Sonic the Hedgehog.
- Fue utilizada en el tema central de la serie "La Brigada de los Sepultureros".
- Fue utilizada como melodía en la canción del villano Pete en Mickey, Donald, Goofy: The Three Musketeers (2004).
- Fue utilizada como corto en los comerciales de la película Good Luck Charlie, It's Christmas!.
- Aparece en el episodio 29 llamado Los castores diabólicos (Spooky Spoots) de la serie animada The Angry Beavers (Los castores cascarrabias).
- Aparece en el simulador de baile Pump It Up en su versión Fiesta Ex con el nombre de The Devil.
- En la quinta temporada de Drama Total, se puede escuchar a Mal silbándola múltiples veces.
- Aparece en el episodio 21 de la temporada número 7 de la serie: How I met your mother.
- Es utilizada en The Blockheads como canción principal al inicio del juego.
- Ha aparecido en varios comerciales de series de Discovery.
- Aparece en una de las propagandas de la serie Galaxia Wander.
- Aparece como banda sonora del corto animado MAN de Steve Cutts.
- La melodía es usada como parte de la banda sonora de la película Trolls, en el tema Hair up.
- Forma parte de las pistas disponibles en la emisora Timeless FM del videojuego de carreras Forza Horizon 4.
- Fue utilizada en el tráiler de la versión 1.16 de Minecraft: Nether Update.
- Fue utilizada en el juego The Witness: Desafío a contrarreloj.
- Fue usada una sola vez en el episodio (T6 EP18: La lección) de la serie animada The Amazing World of Gumball.
- Es utilizada como música de fondo en el enfrentamiento contra el jefe final del videojuego de folclore nórdico BRAMBLE: The Mountain King (2023) de Dimfrost Studio.